# Divini Illius Magistri
Divini Illius Magistri (Latijn voor [Als vertegenwoordiger] van die goddelijke Meester) is een encycliek uitgevaardigd door paus Pius XI op 31 december 1929, waarin de betekenis van het katholiek onderwijs centraal staat.

## Voorgeschiedenis
Hoewel op 11 februari 1929 de Lateraanse Verdragen waren afgesloten, die de verstandhouding tussen het koninkrijk Italië en de door de verdragen erkende soevereine staat Vaticaanstad hadden verbeterd, was het duidelijk dat het Italiaanse regime zijn totale macht verder wilde uitbreiden. De opvoeding van de jeugd op scholen en naschools (Opera Nazionale Balilla) was daarbij een speerpunt. Die encycliek moet men situeren in een tijd waar drie andere totalitaire en dogmatisiche ideologiën, het communisme, het fascisme en het nazisme, het alleenrecht op onderwijs voor zich opeisten, en waarbij de kerk vreesde de controle over de jeugd en de bevolking te verliezen. Een vrees voor nieuwe ideeën in onderwijs, politiek en wetenschap, waarover de voorgangers van Pius XI zich al meer dan een eeuw zorgen maakten: Gregorius XVI met Mirari Vos (1832), Pius IX met Quanta Cura en de beruchte Lijst der 80 dwalingen van de moderne tijd (1864), Pius X met Pascendi Dominici Gregis (1907).

## Inhoud
Met de encycliek onderstreepte Pius de voorrang van de kerk in beslissingen over de opvoeding van de jeugd, die een positieve weerslag zou hebben op het individu, de familie en de totale samenleving. De opvoedkundige taak was weggelegd voor drie maatschappelijke geledingen: Het gezin en de staat als de natuurlijke orde en de kerk als de bovennatuurlijke. Daarmee werd aangegeven, dat goed onderwijs een sociaal belang diende. Dat het onderwijs slechts een staatsaangelegenheid was keurde de paus ten stelligste af, omdat de kerk immers van God de missie gekregen had de gelovigen op te voeden, zoals vastgelegd in de Codex Iuris Canonici (Canoniek Recht) uit 1917. Ofschoon de drie geledingen elk hun rol hebben, komt het eerste en het laatste woord uitsluitend aan de kerk toe, want zij alleen heeft een goddelijke opdracht en toegang tot het bovennatuurlijke.
De rol van de staat was, dat zij moest toezien dat goed christelijk onderwijs mogelijk was door onder meer de bescherming van het gezinsleven of de bescherming van de positie van het kind indien de ouders in gebreke bleven. Overigens was het ook de taak van de staat om opvoeding niet alleen te beperken tot de jeugd, maar alle lagen van de bevolking door onder meer goede informatieverstrekking. Ook goed onderwijs voor jong volwassenen aan universiteiten was daarbij cruciaal.
Pius XI waarschuwde voor ontwikkelingen die volgens hem het onderwijs ondermijnden. Daarbij verwees hij naar de “gevaren” van het uitbannen van godsdienstonderwijs, het pluralistisch onderwijs, de seksuele voorlichting en de invoering van het gemengd onderwijs. Laatste twee zaken ondermijnden de seksuele moraal. Door moderne ontwikkelingen (film en radio) en de publicaties van “immorele boeken” stond de jeugd ook bloot aan verderfelijke invloeden, waartegen zij beschermd moest worden. Pius XI verwerpt uitdrukkelijk het “pedagogisch naturalisme” dat zich richtte op de bevordering van de autonomie en de vrijheid van het kind, ofschoon er ook al binnen de kerk stemmen opgingen om het strikte neothomistische onderwijs aan de nieuwe pedagogische inzichten aan te passen.
Pius prees de initiatieven van organisaties (waaronder de Katholieke Actie) die toezicht hielden op het onderwijs en via censuur en controle toezicht hielden op het onder de aandacht brengen van verantwoorde lectuur.

## Pius XI en het onderwijs
Pius XI ondernam tijdens zijn pontificaat verschillende initiatieven ter verbetering van christelijke onderwijssystemen. Veel aandacht ging uit naar de verbetering van het onderwijs aan de seminaries, maar hij nam ook het initiatief bij de vernieuwingen aan de Pauselijke Academie voor de Wetenschappen, opgericht in 1603.
Ook vergrootte hij het werkterrein van de Pauselijke Commissie van Gewijde Archeologie die zich bezighield met het (preventief) onderhoud van vroegere begraafplaatsen en oude christelijke monumenten. Uit deze commissie zouden de Romeinse, Pauselijke Academie van Archeologie en het Pauselijk Instituut van Christelijke Archeologie voortkomen.
In de encycliek Rerum Orientalium uit 1928 wilde Pius XI aantonen, dat studies van de oosters-orthodoxe kerkleer bij zouden dragen tot een verbetering van de dialoog tussen de verschillende kerken.